# Marcin Czaplic
Marcin (Marcjan) Czaplic Szpanowski herbu Kierdeja (zm. w 1697 roku) – podkomorzy kijowski w latach 1676-1697, podstoli kijowski w latach 1663-1676.
Poseł sejmiku kijowskiego na sejm koronacyjny 1676 roku, sejm 1677 roku, sejm 1683 roku, poseł na sejm zwyczajny 1692/1693 roku. Poseł sejmiku kijowskiego  na sejm konwokacyjny 1696 roku. Po zerwanym sejmie konwokacyjnym 1696 roku przystąpił 28 września 1696 roku do konfederacji generalnej.